# Alípio Augusto Camelo
Alípio Augusto Camelo (Rio de Janeiro, 8 de março de 1921 – 7 de maio de 1993) foi um médico brasileiro.
Foi diretor do Instituto de Ginecologia da Universidade Federal do Rio de Janeiro, de 1972 a 1991.
Foi eleito membro da Academia Nacional de Medicina em 1975, ocupando a cadeira 31, que tem Antônio Augusto de Azevedo Sodré como patrono.